# Crex
A Crex a madarak (Aves) osztályának a darualakúak (Gruiformes) rendjébe, ezen belül a guvatfélék (Rallidae) családjába tartozó nem.

## Rendszerezés
A nembe az alábbi 2 faj tartozik:
- haris (Crex crex) (Linnaeus, 1758)[2] - típusfaj; korábban nemének az egyetlen fajaként tartották számon
- afrikai haris (Crex egregia) (Peters, 1854)[3] - korábban Ortygometra egregia-ként volt ismert

## További információk

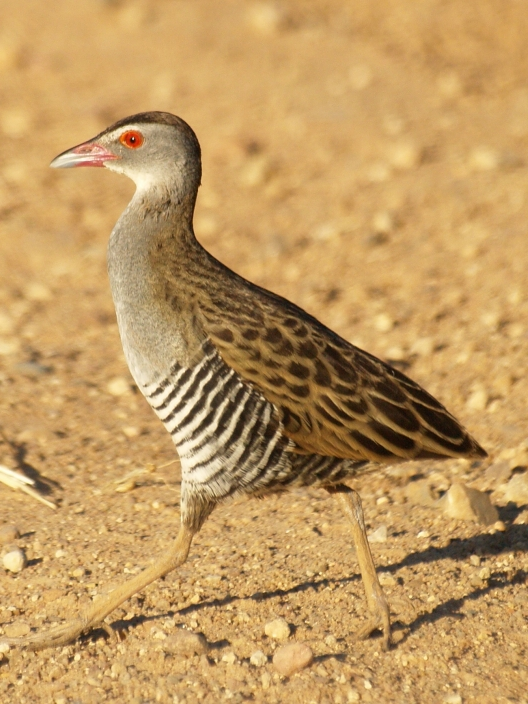
Crex egregia

## Fordítás
- Ez a szócikk részben vagy egészben  a   Crex című angol Wikipédia-szócikk ezen változatának fordításán alapul.  Az eredeti cikk szerkesztőit annak laptörténete sorolja fel. Ez a jelzés csupán a megfogalmazás eredetét és a szerzői jogokat jelzi, nem szolgál a cikkben szereplő információk forrásmegjelöléseként.